# 身延山高等学校
身延山高等学校（みのぶさんこうとうがっこう）とは、山梨県南巨摩郡身延町にある私立高等学校。前身は室町時代末期に開かれた日蓮宗の僧侶養成機関である善学院にまでさかのぼることができる。善学院時代から現在に至るまでの年数を通算すると、同校は450年余の歴史を有していることになる。

## 概要
生徒たちは日蓮宗の教義・規範に基づいた学校生活を送っている。授業に宗教が含まれ、行事も仏教色が非常に強いのが特徴である。
学校の歴史・性格から、僧職を志す者のために仏教コースが設けられている他、1学年1クラスの少人数教育や、原則として寄宿先から通学することも大きな特徴である。

## 寄宿
同校の寄宿は、久遠寺の本院寮や学校近辺の支院である。特に仏教コースの在校生は本院寮への寄宿が義務付けられる。学校以外の生活の場でも、宗教的価値観の涵養がはかられている。

## 出身者
- 星野淨晋（西伊豆町長）[1]